# Jorge Luis Pila
Pour les articles homonymes, voir Pila.
Jorge Luis Pila, né le 3 août 1972 à La Havane (Cuba), est un acteur cubain, connu pour avoir joué le rôle d'Antonnio dans la telenovela Catalina y Sébatian , dans la telenovela El Diablo et dans la telenovela "La Patrona".

## Biographie
Sa première femme été Yamili Valenzuela Canseco, la sœur de la très populaire chanteuse mexicaine Yuri. Puis il a été brièvement marié à l'actrice  mexicaine Anette Michel , qui a joué le rôle d'une antagoniste dans la série Paloma devenus par la suite sa partenaire dans la Telenovela mexicaine Al norte de corazon. Avec qui il a une fille, Sabrina, né le 8 mars 2007, cette relation a pris fin en 2008.
En 2010, il signe un contrat avec Telemundo pour la telenovela américaine Donde Esta Elisa? dans lequel il incarne un policier de plus de 45 ans.
En 2013, il est l'un des acteurs principaux de la telenovela La patrona.

## Filmographie sélective
- 1997 : Al norte del corazón : José Francisco Reyes
- 1999 : Yacaranday : Adrián Hernández
- 1999 : Catalina y Sebastián : Antonio
- 2000 : Ellas, inocentes o culpables : Luis
- 2002 : Súbete a mi moto : Carlos
- 2001 : Secreto de amor : Lizandro Serrano Zulbarán
- 2003 : Rebeca : Nicolás Izaguirre Zabaleta
- 2004 : Ángel rebelde : José Armando Santibañez
- 2005 : Soñar no cuesta nada : Ernesto
- 2006 : Mi vida eres tú : Carlos "El Charlie"
- 2007 : Acorralada : Diego Suàrez
- 2008 : Valeria : Salvador Rivera
- 2009-2010 : El Diablo : Jimmy Cardona
- 2010 : ¿Dónde está Elisa? : Cristobal Rivas
- 2010-2011 : Aurora : Lorenzo Lobos
- 2011 : La casa de al lado : Matias Santa Maria
- 2012 : Corazón valiente : Miguel Valdez, Sr. (participation spéciale)
- 2013 : La patrona : Alejandro Beltràn
- 2014 : En otra piel : Gerardo Fonsi / Juan Gerardo Suàrez
- 2016 : Eva la trailera : Armando Montes